# Asellaria gramenei
Asellaria gramenei är en svampart som beskrevs av Tuzet & Manier ex Manier 1968. Asellaria gramenei ingår i släktet Asellaria och familjen Asellariaceae.   Inga underarter finns listade i Catalogue of Life.